# Riksbyggen

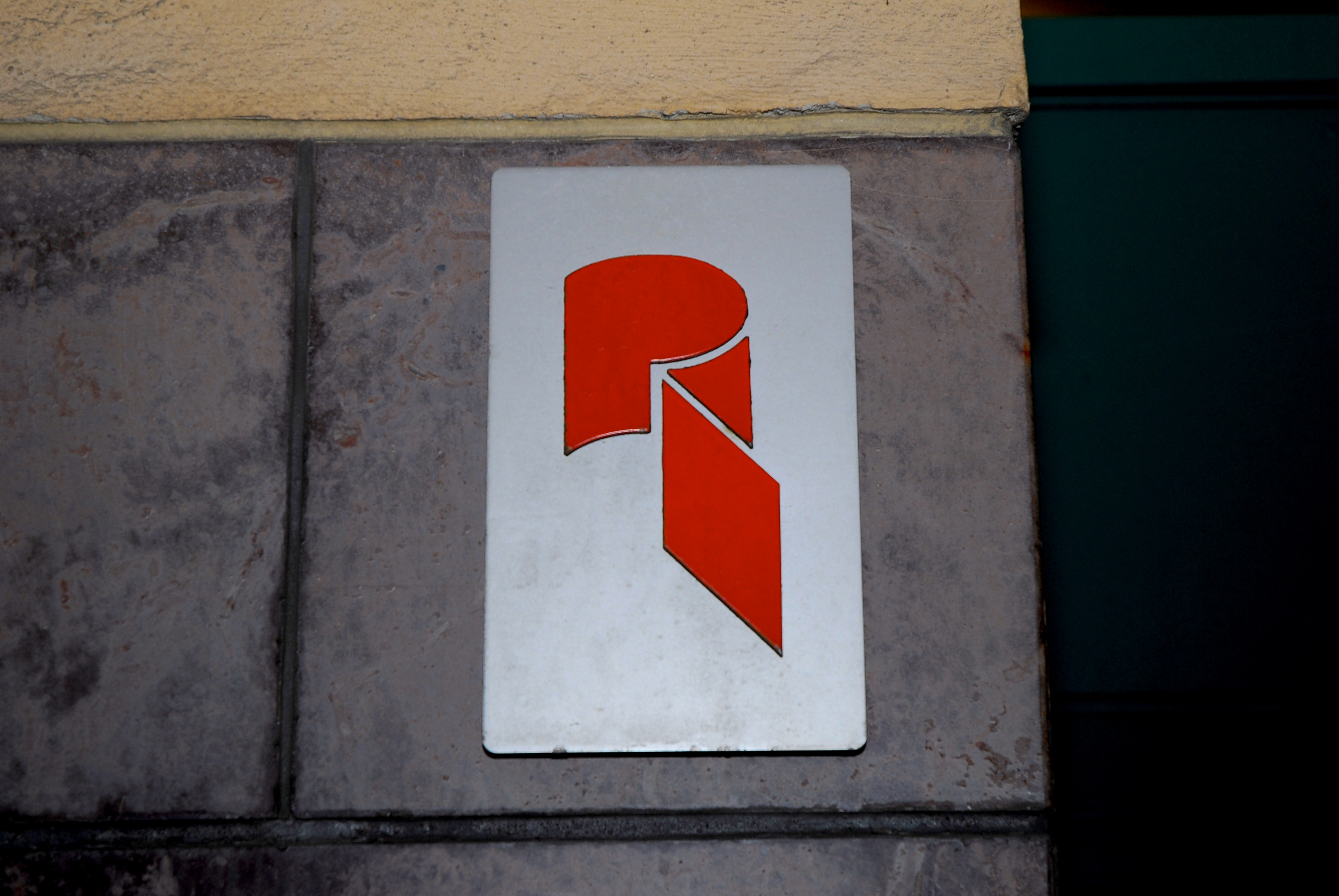
Riksbyggens klassiska "R".

Riksbyggen är en ekonomisk förening i formen kooperativ samorganisation för bostadsrättsföreningar i Sverige som förvaltar en stor mängd fastigheter, främst tillhörande de anslutna bostadsrättsföreningarna, men också hyresrätter, industrilokaler, kontorslokaler och vårdinrättningar.
Riksbyggen grundades av Svenska byggnadsträarbetareförbundet och Svenska murareförbundet 1940 då det rådde brist på bostäder och arbetstillfällen. Organisationen är alltså sprungen ur LO-sfären och har idag ca 3 070 anställda. Antalet Riksbyggen-bostadsrättsföreningar är idag cirka 1 700. Cirka 350 000 människor bor i bostäder som Riksbyggen förvaltar.
Bostadsrättsföreningen Göteborgshus nr 1 i Strömmensberg var den första byggnation som genomfördes år 1942 och bestod ursprungligen av 148 lägenheter fördelat på 5 954 kvadratmeter lägenhetsyta, till en produktionskostnad av 1 895 000 kronor. Numera finns här 132 lägenheter, fördelat på 16 trappuppgångar - Kobergsgatan 2–30 och Morängatan 8–12.

## Medlemskap
Riksbyggen är en ekonomisk förening som ägs av LO-fackliga förbund, folkrörelser och Riksbyggens intresseföreningar. Riksbyggens största andelsägare är Fackliga organisationer. Bostadsrättsföreningarna är organiserade i 30 intresseföreningar och de lokala fackliga och folkrörelseföretagens organisationer, i 24 lokalföreningar.
Endast juridiska personer (organisationer och föreningar) kan vara medlemmar och ägare av Riksbyggen. De olika medlemmarna och ägarna är uppdelande i tre grupper: intresseföreningar, lokalföreningar och riksorganisationer.
Bland Riksorganisationerna finns både fackliga organisationer inom LO och kooperativa företag och organisationer.
De flesta förbunden inom LO har andelar i Riksbyggen, varav Byggnads och Kommunal har de största andelsposterna. Även Målarna och Elektrikerna äger en stor andel. KF och Folksam är de största ägarna på den kooperativa sidan.
Det finns 30 intresseföreningar och de är bostadsrättsföreningarnas ägar- och intresseorganisationer. Tillsammans äger de nästan hälften av andelarna i Riksbyggen. Lokalföreningarna är 24 till antalet och har lokala fackliga och andra folkrörelseorganisationer som medlemmar.
Andelsägarna utser Riksbyggens högsta beslutande organ, fullmäktige, som består av 100 ombud.

## Historik

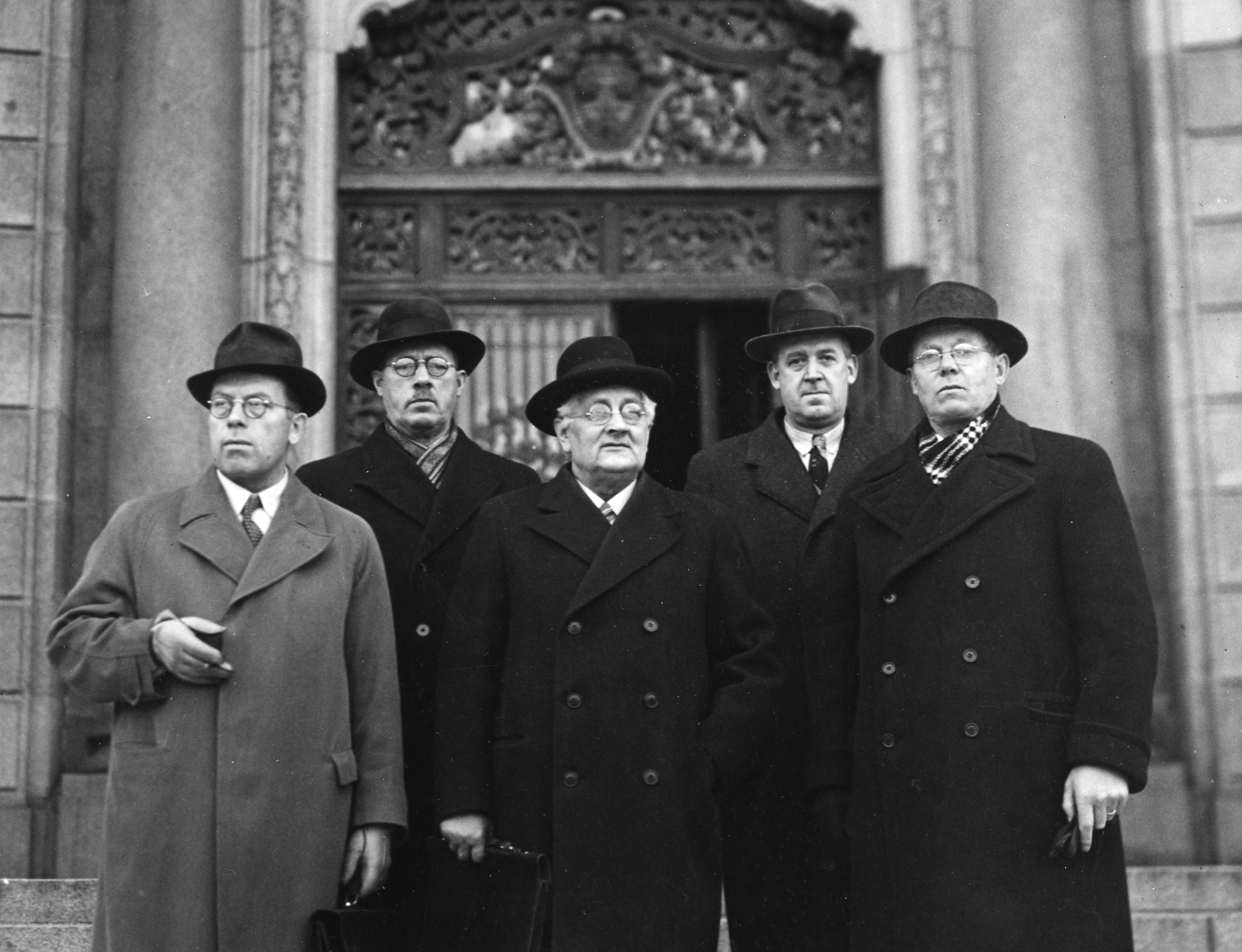
Riksbyggens grundare:
Anders Nilsson, byggmästare
Viktor Björkman, Murareförbundet
Nils Linde, Byggnadsträarbetareförbundet
Ed Kärrfeldt, förbundskassör
Ture Blomqvist, byggmästare

- 1940: Riksbyggen grundas av byggfacken inom LO. Riksbyggen hade redan från starten ett starkt bostadssocialt perspektiv och ville påverka samhällsplaneringen och bostadsområdenas utformning och funktion. Riksbyggen hade eget arkitektkontor och egen byggverksamhet. Företagets viktigaste uppgift var att bilda bostadsrättsföreningar, uppföra hus för dessa och tillhandahålla teknisk, organisatorisk och ekonomisk service åt dessa föreningar. Riksbyggen skulle vara en offensiv motkraft mot det defensiva tänkandet och handlingsförlamningen som rådde vid denna tid (undermålig bostadsstandard, bostadsbrist, dramatisk nedgång i byggandet, byggarbetslöshet, krafter som förordade sänkta löner för byggnadsarbetarna.)

- 1943: Uno Åhrén anställs som Riksbyggens första företagsledare och chefsarkitekt. Under kristiden efter krigsutbrottet rådde stor brist på bostäder. Samtidigt var arbetslösheten stor bland landets byggnadsarbetare. När Riksbyggen startar sin verksamhet är det främst som ett propagandaorgan för ett ökat bostadsbyggande.

- 1958: Storstadsregionerna växer och levnadsstandarden stiger, med stor bostadsbrist och krav på högre bostadsstandard som följd. 1958 startar även Riksbyggen bosparande tillsammans med Sparbanken för att underlätta insatsbetalning vid bostadsrättsinköp.

- 1964: För att lösa den akuta bostadsbristen antar Sveriges Riksdag miljonprogrammet. Samtidigt blir totalentreprenaden allt vanligare, det vill säga då entreprenörer ansvarar för både projektering och upphandling av underentreprenörer.

- 1964: Riksbyggen presenterar normen Bostad 70-tal, där människor erbjuds rymliga förrådsutrymmen och en högre våtrumsstandard med plats för tvättmaskin.

- 1970: Bostadsproduktionen når sin kulmen. När miljonprogrammet avslutas 1974 har bostadsbristen byggts bort. Vid 70-talets början väljer Riksbyggen att i högre grad inrikta sig på specialuppdrag, som exempelvis centrumanläggningar. Vanligt blir att förlägga skolor, bibliotek och vårdanrättningar under samma tak. Bostadsstyrelsen beslutar att motverka kategoriboendet och segregation genom att verka för beblandad bebyggelse – billiga småhus och flerbostadshus. På kongressen 1970 fastställs Riksbyggens nya bostadspolitik, programmet Bostad, samhälle. Här tar Riksbyggen hänsyn till efterfrågan på sambruk av lokaler, normer för lekplatser och antal parkeringsplatser i ett bostadsområde.

- 1983-1988: Byggboomen i decennieskiftet 1989/90 förknippas framför allt med byggnader för kommersiellt bruk. Samhället ansågs på många sätt vara färdigbyggt och nu inriktas byggprojekten alltmer på att renovera, utveckla och förändra det redan befintliga byggnadsbeståndet. Som en motreaktion mot miljonprogrammets stadsplan placeras byggnader nu istället i slutna kvarter med 1800-talet som förebild. Statlig styrning över byggnadsutformningen minskar när kommunerna får igenom äldre Plan- och bygglagen (ÄPBL). Riksbyggen reagerar mot den rådande privatiseringsdebatten och kongressen 1985 ägnas till stor del den kooperativa tanken. 1988 slås Bostadsverket och Planverket samman till den nya myndigheten Boverket.

- 1992-1993: Kreditmarknaden kollapsar. Lågkonjunkturen och mängder av osålda lägenheter får många bostadsföretag att dra ned produktionen. KF drar sig ur samarbetet och Riksbyggen inför byggstopp. 1993 avvecklar företagsledningen den mera konjunkturkänsliga projekteringsverksamheten. Förvaltningsverksamheten[förtydliga] blir nu Riksbyggens, i personal räknat, största verksamhetsgren.